# Николаевка (Добровский район)
Никола́евка — деревня Коренёвщинского сельсовета Добровского района Липецкой области.

## География
Николаевка расположена на реке Босолук (бассейн реки Воронеж) у границы с Тамбовской областью, высота центра селения над уровнем моря — 139 м.

## История
Деревня основана в середине XIX века сыном помещика Плохова.
В 1862 году во владельческом сельце Николаевка 2-го стана Липецкого уезда Тамбовской губернии было 11 дворов, проживало 73 мужчины и 70 женщин.
По данным начала 1883 года в деревне Николаевка Бутырской волости Липецкого уезда проживало 199 собственников из помещичьих крестьян в 31 домохозяйстве (107 мужчин и 92 женщины). Деревне принадлежало 163 десятины удобной надельной земли. В деревне было 55 лошадей, 48 голов КРС, 118 овец и 7 свиней. Имелось 1 промышленное заведение. Было 2 грамотных мужского пола.
По сведениям 1888 года к деревне также относились имения мещанина К. В. Быханова (162 десятины земли) и дворянки М. К. Охотиной (75 десятин земли) с экономической запашкой, а также сдаваемое в аренду имение мещанки Л. К. Королевой, занимавшее 75 десятин пахотной земли.
В 1911 году деревня относилась к приходу села Стеньшино, здесь было 44 двора великороссов-земледельцев, проживало 273 человека (140 мужчин и 133 женщины). На 1914 год насчитывалось 167 мужчин и 172 женщины.
В 1926 году в деревне Бутырской волости Липецкого уезда — 61 двор русских, 330 жителей (149 мужчин, 181 женщина).
До войны в деревне насчитывалось 75 дворов.
По сведениям карты 1989 года в деревне Николаевка было около 40 жителей.
На 2018 год в Николаевке, согласно КЛАДР, числится 9 улиц и 1 переулок, при этом на «Яндекс-картах» обозначено лишь 2 улицы: Николаевка и Ленского.

## Население
| 2010 |
| ---- |
| 23   |

В 2002 году население деревни составляло 32 жителя, 100 % — русские.
В 2010 году — 23 жителя (13 мужчин, 10 женщин).